# Derobrachus inaequalis
Derobrachus inaequalis är en skalbaggsart som beskrevs av Bates 1872. Derobrachus inaequalis ingår i släktet Derobrachus och familjen långhorningar.
Artens utbredningsområde är:
- Belize.
- Costa Rica.
- El Salvador.
- Guatemala.
- Honduras.
- Nicaragua.
- Panama.

Inga underarter finns listade i Catalogue of Life.